# Bianca Bellová
Bianca Bellová (Praga, 20 febbraio 1970) è una scrittrice ceca.

## Biografia e carriera
Di origini bulgare, si è laureata presso l'Università di economia di Praga. Lavora come traduttrice dall'inglese e scrive per diverse riviste, fra cui Salon Práva.
Ha coltivato la passione della scrittura fin da bambina, ma ha esordito come autrice nel 2009, con Sentimentální román (Romanzo sentimentale), che le ha conquistato da subito molti lettori in Patria. A questa prima prova hanno fatto seguito Mrtvý muž (L'uomo morto, 2011), tradotto anche in Germania e Celý den se nic nestane (Non capita niente tutto il giorno, 2013).
Il suo quarto romanzo, Jezero (Il lago, 2016), un romanzo di formazione, ha conseguito due importanti premi in Repubblica Ceca, il Magnesia Litera (con la distinzione di Libro dell'Anno) e lo Studentská cena Česká kniha (attribuito a un libro ceco distintosi nella categoria young adult), mentre il riconoscimento internazionale è giunto nello stesso anno con l'assegnazione del Premio letterario dell'Unione Europea nel 2017.
Bellová è autrice, oltre che di romanzi, anche di racconti, alcuni dei quali inclusi nelle antologie O Vánocích se dívám do nebe (A Natale guardo il cielo, 2012), A celý život budem šťastný... (E sarò felice per tutta la vita, 2012), Miliónový časy. Povídky pro Adru (A Million Times: Tales for Adra, 2014), Možná si porozumíme (Forse capiremo, 2015) e Dámská jízda (Donne in fuga, 2016).
Il suo quinto romanzo, Mona, uscirà in Repubblica Ceca nel settembre 2019.

## Vita personale
È sposata ad Adrian T. Bell, cantante della band indie rock The Prostitutes. La coppia ha tre figli.

## Opere
- Sentimentální román (IFP Publishing, 2009)
- Mrtvý muž (Host, 2011)
- Celý den se nic nestane (Host, 2013)
- Jezero (Host, 2016)
  - traduzione italiana: Il lago, Miraggi Edizioni, Torino, 2018 - ISBN 9788899815776 (trad. Laura Angeloni)
- Mona (Host, 2019)